# Burnt Weeny Sandwich
Burnt Weeny Sandwich è il sesto album dei  The Mothers of Invention, gruppo guidato da Frank Zappa, pubblicato negli USA nel 1970;  raggiunse la decima posizione in Olanda.

## Il disco
L'album uscì nel febbraio del 1970; si tratta (come il successivo Weasels Ripped My Flesh) di una antologia che raccoglie inediti di studio e inediti live incisi da Zappa e le "sue" Mothers of Invention (da poco sciolte dallo stesso leader a causa dello scarso riscontro commerciale) tra il 1968 e il 1969. Le registrazioni di questo materiale sono cronologicamente antecedenti alle sessioni d'incisione per Hot Rats che invece fu pubblicato alcuni mesi prima (lo stesso discorso vale per Weasels Ripped My Flesh). Musicalmente si tratta di composizioni in prevalenza strumentali se si escludono il brano iniziale WPLJ e quello finale Valarie che hanno in comune l'essere entrambe sia classici del Doo-wop sia cover (rispettivamente la prima di un hit dei The Four Deuces e la seconda di un successo dei Jackie & The Starlites). Merita un'ulteriore citazione il pezzo Holiday In Berlin soprattutto per la vicenda biografica alla base della sua genesi. Nato come parte della colonna sonora del film Run Home Slow mentre qui appare per la prima volta in versione strumentale, nelle successive esecuzioni dal vivo verrà invece integrato da un testo che traspone musicalmente l'episodio occorso ai Mothers il 16 ottobre 1968 durante un'esibizione allo Sportpalast di Berlino Ovest (da qui il titolo). In quella occasione Zappa e soci, essendosi rifiutati di eseguire la richiesta dei leader del locale movimento studentesco, cioè di esortare gli spettatori ad incendiare un deposito di carburante in utilizzo alle forze NATO situato nelle vicinanze, diventarono bersaglio di lanci di oggetti e verdura al punto di dover lasciare il palcoscenico per preservare la propria incolumità. In seguito al parziale abbattimento delle transenne poste a protezione del palco da parte di alcune decine di facinorosi, Fritz Rau,organizzatore dell'evento musicale, riuscì a convincere il compositore italoamericano a parlare con la folla per manifestare il proprio disappunto per i disordini in svolgimento. Frank stemperò gli animi con una sua fulminante battuta dicendo che gli abitanti della metropoli tedesca non dovevano passarsela troppo bene visto che si stavano comportando proprio come gli americani. Alcune riprese degli incidenti compaiono nel film 200 Motels; anche il brano in studio German Lunch registrato nel febbraio 1969 (successivamente pubblicato su You Can't Do That on Stage Anymore, Vol. 5) è ispirato alle vicende in questione.

## Tracce
1. WPLJ – 2:52 (The Four Deuces)
2. Igor's Boogie, Phase One – 0:36 (Frank Zappa)
3. Overture To A Holiday In Berlin – 1:27 (Frank Zappa)
4. Theme From Burnt Weeny Sandwich – 4:32 (Frank Zappa)
5. Igor's Boogie Phase Two – 0:36 (Frank Zappa)
6. Holiday In Berlin, Full-Blown – 6:23 (Frank Zappa)
7. Aybe Sea – 2:46 (Frank Zappa)
8. The Little House I Used To Live In – 18:41 (Frank Zappa)
9. Valarie – 3:14 (Jackie & the Starlites)

Durata totale: 41:07

## Formazione
- Frank Zappa - chitarra, canto[1],assolo di organo in The Little House I Used To Live In[9];
- Lowell George - chitarra, canto[1];
- Roy Estrada - basso, canto[1];
- Don Preston - tastiere, minimoog[1],assolo di piano in Little House I Used To Live In[9];
- Ian Underwood - tastiere, clarinetto[1],assolo di piano in Little House I Used to live In[9];
- Buzz Gardner - tromba[1];
- Bunk Gardner - fiati[1];
- Euclid James "Motorhead" Sherwood - sassofono, canto[1];
- Jimmy Carl Black - batteria, tromba, canto[1];
- Art Tripp - batteria, percussioni[1];
- Sugar Cane Harris - assolo di violino in Little House i Used To live In[1][9];
- Gabby Furggy (Janet Ferguson) - canta «Dit-Dit-Doo-Way-Doo» in WPLJ[1].

## Classifiche
| Classifica (2021) | Posizione massima |
| ----------------- | ----------------- |
| Grecia            | 71                |